# Warlpiri
De Warlpiri is een volk in het Noordelijk Territorium in Australië. Ze zijn een van de grootste Aboriginestammen.
De Warlpiri's waren jager-verzamelaars en trokken in groepen van dertig man door de Tanamiwoestijn. Hun bestaan draaide om water en ze trokken van bron naar bron. Pas in 1911, toen er in de Tanami goud werd gebonden, kwamen ze regelmatig in contact met Europeanen. Tijdens het bloedbad van Conniston kwamen zo'n honderd Warlpiri's om het leven door toedoen van het Australische leger. Anderen vluchtten naar het noorden, weg van hun traditionele leefgebied. De overlevenden werden gedwongen in de jaren 40 van de 20e eeuw hun nomadische levenswijze op te geven. Nu bewonen zij met hun nakomelingen dorpjes als Yuendumu, Lajamanu, Warrabri, Willowra en Nyirrpi.
Na de invoering van de nieuwe wet in 1976 werden bijna alle oude stamgebieden aan de Warlpiri's teruggegeven. Dit betekent niet dat ze een onafhankelijk leven leiden. De meesten zijn werkloos en leven van een uitkering. Daarnaast zijn er nog minimale inkomsten uit de mijnbouw en de verkoop van inheemse kunst.
De Warlpiri's staan bekend om hun stippenschilderijen waarin ze hun Dreamtimeverhalen, de jukurrpa, uitbeelden. Door persoonlijke en gemeenschappelijke verhalen en de daarmee verbonden plekken in het landschap uit te beelden door middel van U-vormen, concentrische cirkels en lijnenpatronen, bevestigen de kunstenaars zowel hun rechten als hun plichten jegens het land. Een van de bekendste Warlpirikunstenaars is Michael Jagamara Nelson. Hij ontwierp het mozaïek in de voorhof van de Australische parlementsgebouw in Canberra. In 1985 werd de Warlukurlanga Artists Aboriginal Association opgericht, nadat enkele kunstenaressen de traditionele lichaamsbeschilderingen op linnen hadden gezet en daarmee internationale aandacht trokken.